# Ibrahim Mbombo Njoya
Pour les articles homonymes, voir Njoya.
Ne doit pas être confondu avec Ibrahim Njoya.
Ibrahim Mbombo Njoya, né le 27 octobre 1937 à Foumban et mort le 27 septembre 2021, était un roi et homme politique camerounais. 
Il est de 1992 à 2021 le sultan, roi des Bamoun au Cameroun.

## Biographie

### Enfance, formation et débuts
Ibrahim Mbombo Njoya est le fils de Seidou Njimouluh Njoya, sultan des Bamouns.
Au terme d'études primaires à Foumban, sa ville natale, il poursuit ses études secondaires en métropole française, puis revient les parachever au Lycée Général Leclerc de Yaoundé. 
Après son Baccalauréat, il poursuit ses études supérieures au Sénégal, à l’Institut d’Etudes Administratives Africaines de Dakar. Il y obtient un diplôme du deuxième degré.

### Carrière

#### Carrière administrative
En 1958, Mbombo Njoya officie en qualité d'Attaché au Cabinet du Haut-commissaire de la République française au Cameroun, ce jusqu'à l'indépendance du pays en 1960. De 1960 à 1962, il occupera tour à tour les fonctions de Chef de Cabinet du Secrétaire d’État à la présidence de la République chargé de l’Information, Chef de Cabinet du ministre des Forces Armées, et enfin directeur de Cabinet du ministre des Forces armées. Par la suite, il est nommé Commissaire Général à la Jeunesse, aux Sports et à l’Éducation populaire. 
Trois ans plus tard, le 25 mai 1965 précisément, il fera son entrée au Gouvernement en qualité de ministre adjoint de l’Éducation, de la Jeunesse et de la Culture. Cinq ans plus tard, il sera nommé ambassadeur du Cameroun en Guinée Équatoriale, le 31 juillet 1970, puis ambassadeur du Cameroun en Égypte jusqu'en 1981, avec comme premier secrétaire René Sadi.
Le 4 décembre 1981, il est nommé vice-ministre des Affaires étrangères par le président Ahmadou Ahidjo. 34 jours plus tard, le 7 janvier 1982, il devient ministre de la Jeunesse et des Sports. Commence alors une carrière ministérielle ininterrompue, qui le portera, sous la présidence de Paul Biya, aux fonctions de ministre de l’Information et de la Culture du 21 novembre 1986 au 16 mai 1988, ministre de l’Administration Territoriale du 16 mai 1988 au 7 septembre 1990, de nouveau ministre de la Jeunesse et des Sports dès le 7 septembre 1990 et enfin ministre délégué à la présidence chargé des Relations avec les Assemblées à partir du 9 avril 1992.
Par ailleurs, il a été également Président du Conseil d'Administration de la CRTV du 29 janvier 1988 au 12 janvier 1989.

#### Carrière politique
Membre du comité central et du bureau politique de l’UNC depuis mai 1984, Ibrahim Mbombo Njoya devient également membre du comité central et du bureau politique du RDPC, depuis sa création en 1985. Il est par ailleurs chef de la délégation du comité central du RDPC pour la région de l'ouest.
En 2013, il siège au Sénat camerounais.

### Roi des Bamouns
Le 10 août 1992, il est intronisé Sultan, Roi des Bamouns. Il démissionne du Gouvernement pour se consacrer à ses nouvelles fonctions traditionnelles.

### Mort
En septembre 2021, Ibrahim Mbombo Njoya, est en attente d’évacuation sanitaire en Europe pour atteinte sévère de Covid-19.
Il est décédé dans la nuit du 26 au 27 septembre 2021 à l'hôpital américain de Paris.